# Holden Kingswood
Holden Kingswood – samochód osobowy klasy średniej-wyższej produkowany przez australijską firmę Holden od 1968 do 1984 roku.
Nowy model powstawał w trzech odmianach, podstawowej Belmont (zastępującej Holdena Standard), Kingswood (następca dla Speciala) i topowej Premier. Wszystkie trzy dostępne w dwóch wersjach nadwozia, jako 4-drzwiowy sedan lub 5-drzwiowe kombi. Dodatkowo nabywca mógł wybierać spośród trzech wersji użytkowych: coupé utility, panel van oraz w późniejszym czasie One Tonner. Pick-up (ute) powstawał w oparciu zarówno o wersję Belmont jak i Kingswood.
W roku 1968 wprowadzono także dwa nowe modele, 2-drzwiowe coupé - Holden Monaro i luksusowego sedana, Holdena Broughama. Brougham już w 1971 został zastąpiony przez nowo powstałą markę Statesman, której pierwsze modele oparto na serii HQ Kingswooda.
Poza Australią Kingswood i pochodne eksportowany był do Nowej Zelandii, niektórych krajów wschodniej Azji i do RPA. Po zaprzestaniu importu kanadyjskich modeli Impala i Chevelle pod koniec lat 60., do RPA zaczęto sprowadzać Holdeny Kingswood i Premier odpowiednio pod nazwami Chevrolet Kommando i Chevrolet Constantia. W roku 1971, po zaprzestaniu używania nazwy Holden na rynku południowoafrykańskim, modele użytkowe Holdena przemianowano tam na Chevrolet El Camino. W latach 1974–1978 wersja o ładowności jednej tony oferowana była jako Chevrolet El Torro.
Wersja osobowa Kingswooda została wycofana z produkcji w roku 1980 (seria HZ), następcą został nieco mniejszy model Commodore wprowadzony na rynek dwa lata wcześniej. Nazwa Kingswood pozostała jednak w użyciu przez kolejne cztery lata, używano jej dla wersji użytkowych z serii WB Holdena.

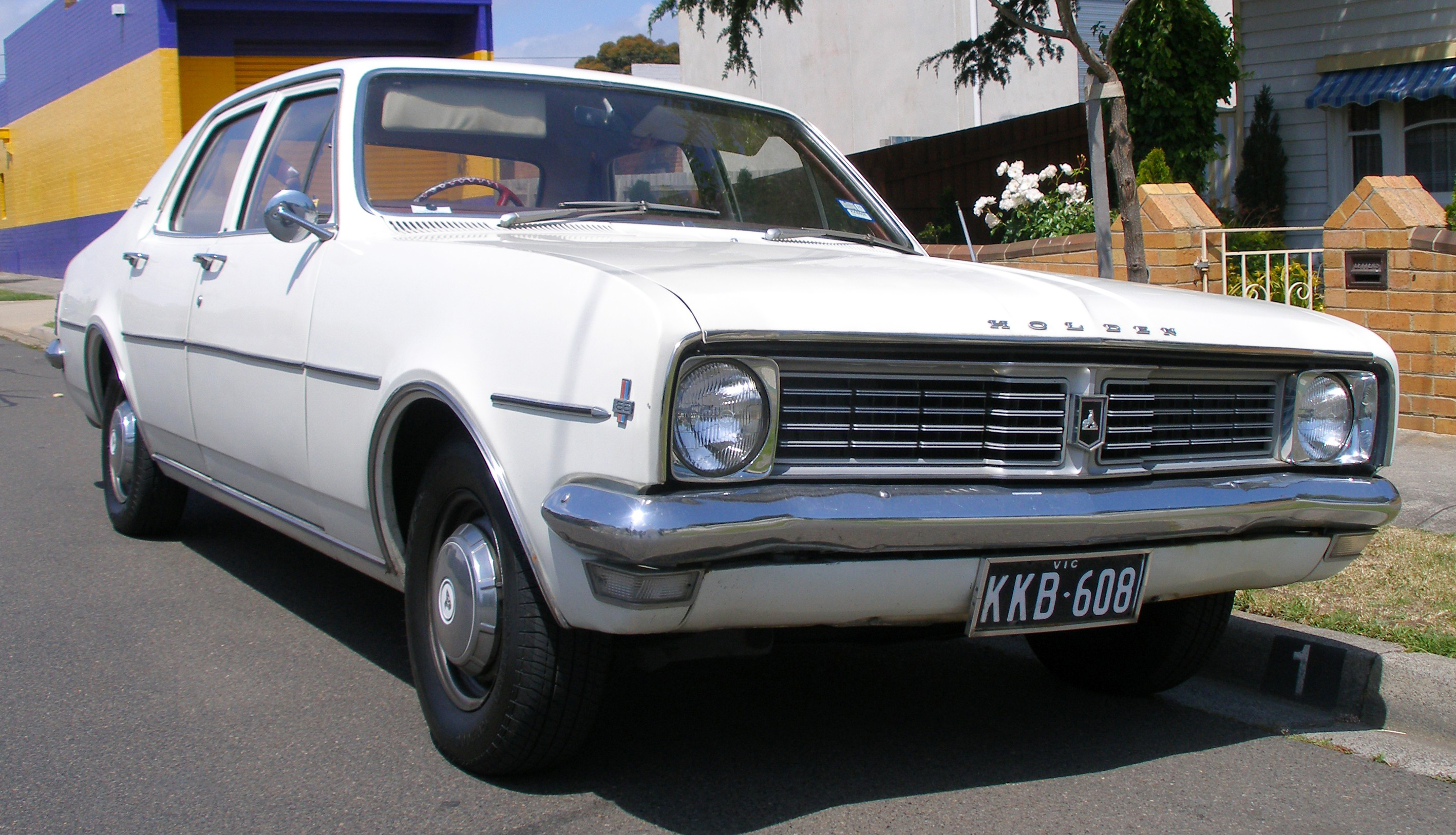
1969-1970 Holden HT Kingswood sedan
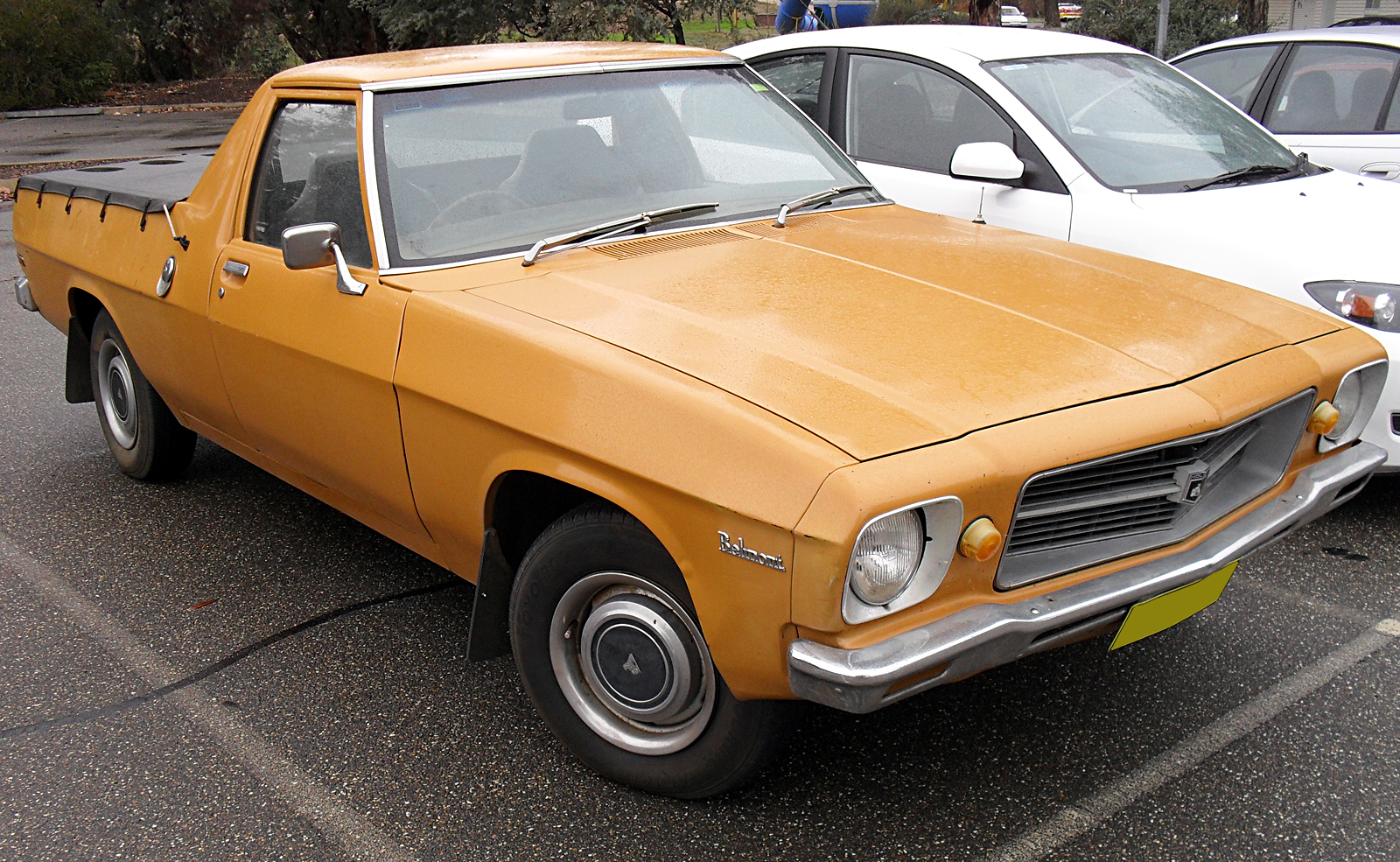
Holden HQ Belmont pick-up
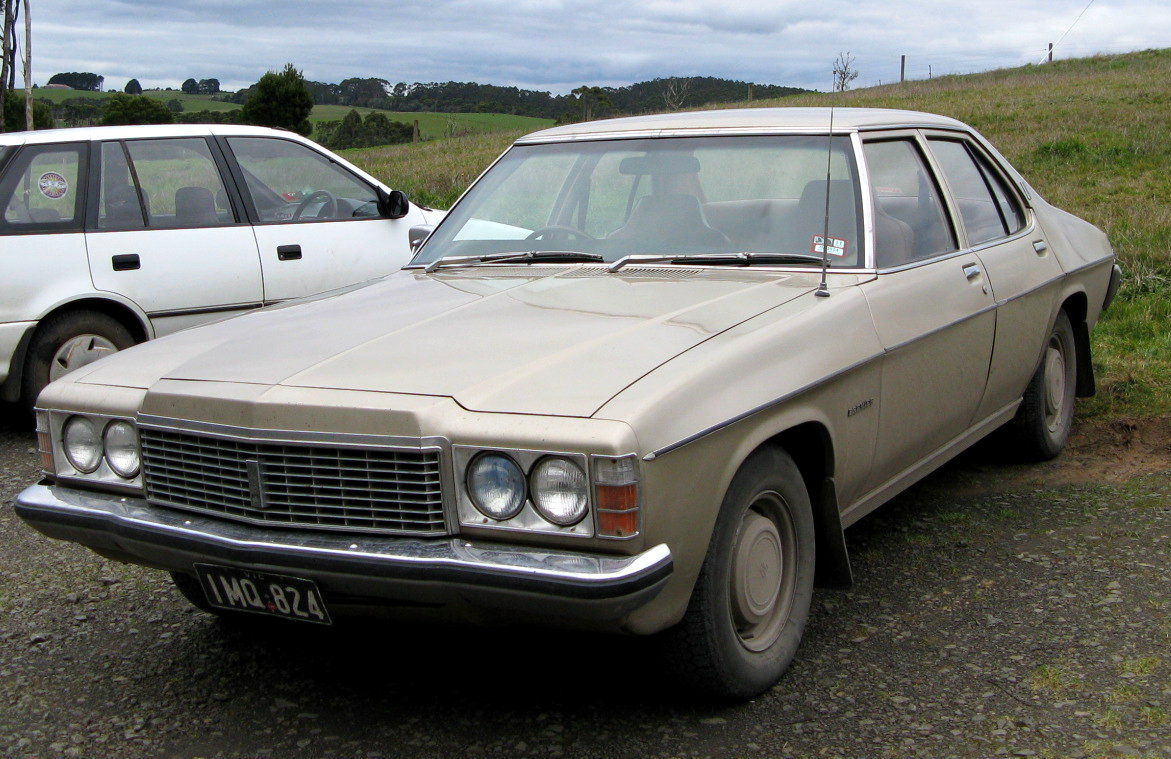
1974-1976 Holden HJ Premier
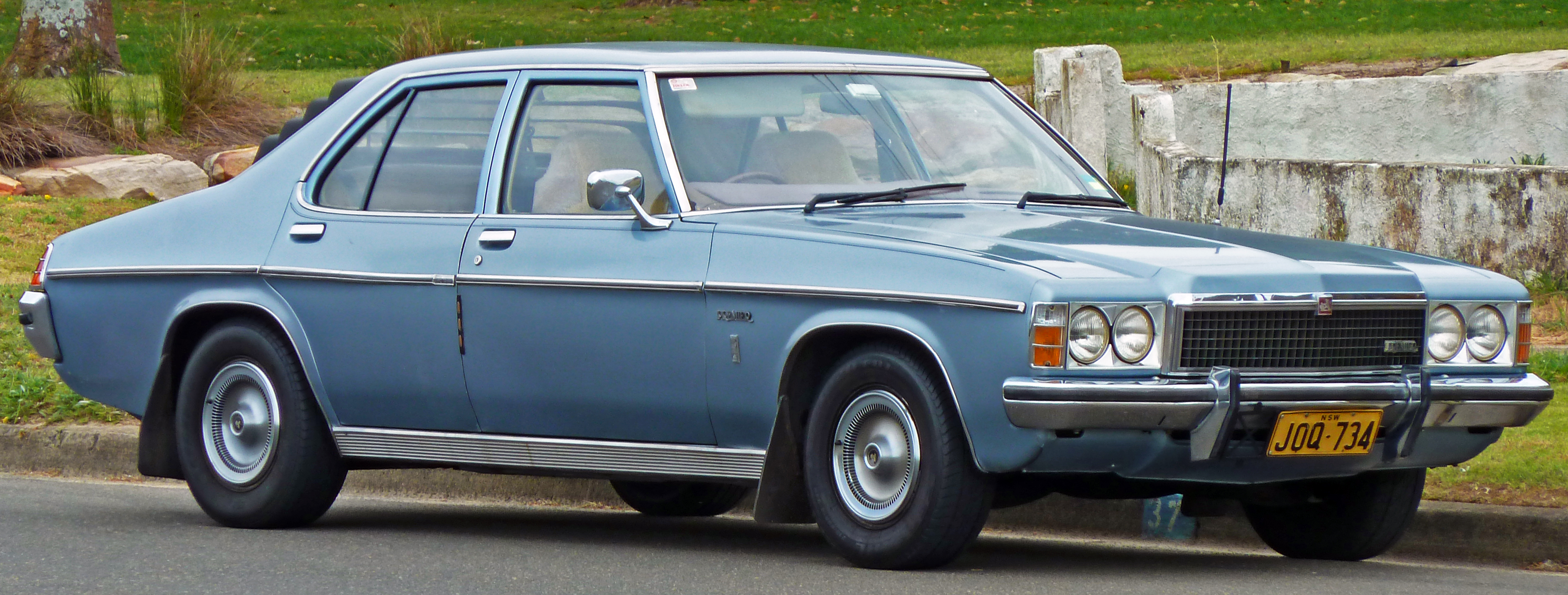
1977-1980 Holden HZ Premier sedan